# Archidium wattsii
Archidium wattsii är en bladmossart som beskrevs av Stone 1984. Archidium wattsii ingår i släktet Archidium och familjen Archidiaceae. Inga underarter finns listade i Catalogue of Life.